# Chmielnik (gromada w powiecie rzeszowskim)
Chmielnik (od 1968 Chmielnik Rzeszowski) – dawna gromada, czyli najmniejsza jednostka podziału terytorialnego Polskiej Rzeczypospolitej Ludowej w latach 1954–1972.
Gromady, z gromadzkimi radami narodowymi (GRN) jako organami władzy najniższego stopnia na wsi, funkcjonowały od reformy reorganizującej administrację wiejską przeprowadzonej jesienią 1954 do momentu ich zniesienia z dniem 1 stycznia 1973, tym samym wypierając organizację gminną w latach 1954–1972.
Gromadę Chmielnik z siedzibą GRN w Chmielniku utworzono – jako jedną z 8759 gromad na obszarze Polski – w powiecie rzeszowskim w woj. rzeszowskim na mocy uchwały nr 32/54 WRN w Rzeszowie z dnia 5 października 1954. W skład jednostki wszedł obszar dotychczasowej gromady Chmielnik ze zniesionej gminy Tyczyn w tymże powiecie. Dla gromady ustalono 27 członków gromadzkiej rady narodowej.
14 lutego 1968 nazwę Chmielnik zmieniono na Chmielnik Rzeszowski.
Gromada przetrwała do końca 1972 roku, czyli do kolejnej reformy gminnej. 1 stycznia 1973 w powiecie rzeszowskim utworzono gminę Chmielnik Rzeszowski (1 stycznia 1998 przemianowaną na gmina Chmielnik).